# Shkëlzen Gashi
Shkelzen Gashi Taib (Zúric el 15 de juliol de 1988) és un futbolista albanès que juga com a davanter amb els Colorado Rapids de la MLS i la selecció albanesa.